# 히가시하고로모역
히가시하고로모역(일본어: 東羽衣駅, ひがしはごろもえき 히가시하고로모에키[*])은 일본 오사카부 다카이시시에 위치한 서일본 여객철도의 역이다.
하고로모 선의 역이다.

## 역 구조
상대식 승강장으로 2면 1선의 고가역이다. 입구로부터 조금 올려져 있는 높이의 2층 부분에 개찰구가 있다. 승강장은 남쪽 부분이 하차용이고 북쪽 부분이 승차용이며 배리어 프리 시설이 존재하지 않는다. 이코카 및 제휴 교통카드의 사용이 가능하다.

### 승강장
| 남측 | ■ 한와 선 하고로모 지선 | 오토리 방면     |
| 북측 | ■ 한와 선 하고로모 지선 | (사용하지 않음) |

## 역사
- 1929년 7월 18일: 한와 전기 철도 한와하마데라 역으로서 개업하였다.
- 1940년 12월 1일: 회사 간 인수 합병에 따라 난카이 전기 철도 야마노테 선의 소속이 되었다. 동시에 야마노테하고로모 역으로 개칭되었다.
- 1944년 5월 1일: 국유화에 따라 일본국유철도의 소속이 되었다. 동시에 히가시하고로모역으로 개칭되었다.
- 1987년 4월 1일: 민영화에 따라 서일본 여객철도의 소속이 되었다.
- 2003년 11월 1일: 이코카의 사용이 개시되었다.

## 인접정차역
| 서일본 여객철도 한와 선 하고로모 지선 | 서일본 여객철도 한와 선 하고로모 지선 | 서일본 여객철도 한와 선 하고로모 지선 |
| ------------------------------------- | ------------------------------------- | ------------------------------------- |
| 오토리 방면                           | ■ 하고로모 선                         | 시·종착역                             |